# 인천광역시교육청부평도서관
인천광역시교육청부평도서관(仁川廣域市敎育廳富平圖書館)은 인천광역시 부평구에 있는 도서관이다. 1982년 5월 18일에 개관하였으며, 2020년 현재 관장은 최명남이다.
2020년 6월 기준으로 27만 1천 541권(점)의 장서를 보유하고 있다. 특색 사업으로 지역 주민에게 발명 · 특허 교육, 특허 정보 서비스를 제공하고 있다.

## 연혁
인천광역시교육청부평도서관은 인천광역시 부평구에 소재한 공공도서관으로 1982년 5월 18일에 개관하였다.

## 수상내역
- 2018. 11. 29. : 국립중앙도서관장 표창 「2018년 공공도서관 협력업무 유공자 단체상」 수상[5]
- 2017. 11. 02. : 제3회 인천광역시 공공도서관 우수운영사례 최우수상 수상[5]
- 2016. 02. 26. : 제2회 인천 공공도서관 우수운영사례 장려상 수상[5]
- 2015. 10. 21. : 2015 전국도서관 운영평가 문화체육관광부 장관상 수상[5]
- 2014. 02. 27. : 제46회 한국도서관상 단체상 수상[5]
- 2013. 12. 31. : 2013년 지식관리시스템 지식활동 최우수기관 선정[5]

## 주요 사업
- 열우물 도서관 교실
- 독서교실
- 도서관 주관 및 독서의 달
- 학교 도서관 운영 지원
- 부평 지식 재산 센터
- 특허 정보 서비스 제공
- 인천 발명 아이디어 공모
- 지식 재산권 설명회 및 실무 교육 개최
- 상담 서비스
- 에디슨 발명 특허 교실
- 알뜰 도서 교환 코너

## 갤러리

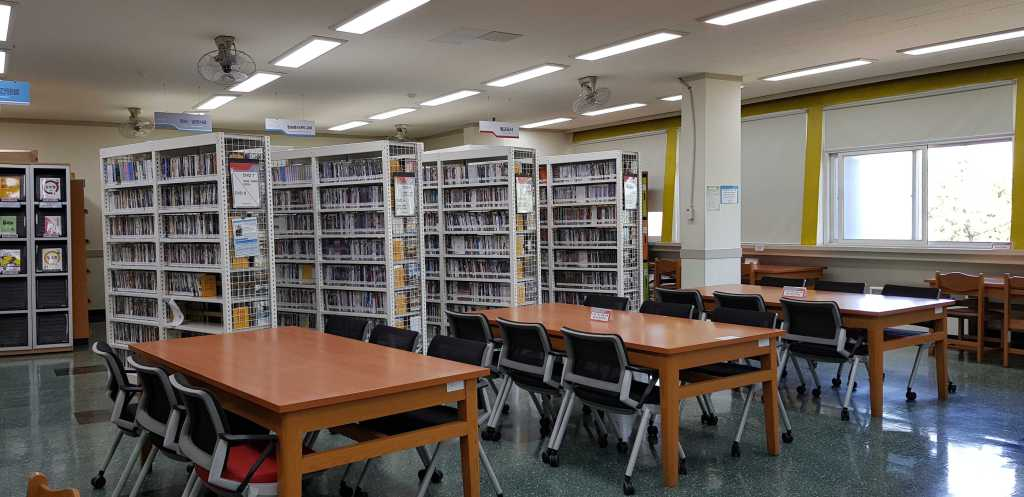
부평도서관 디지털자료실 DVD 코너
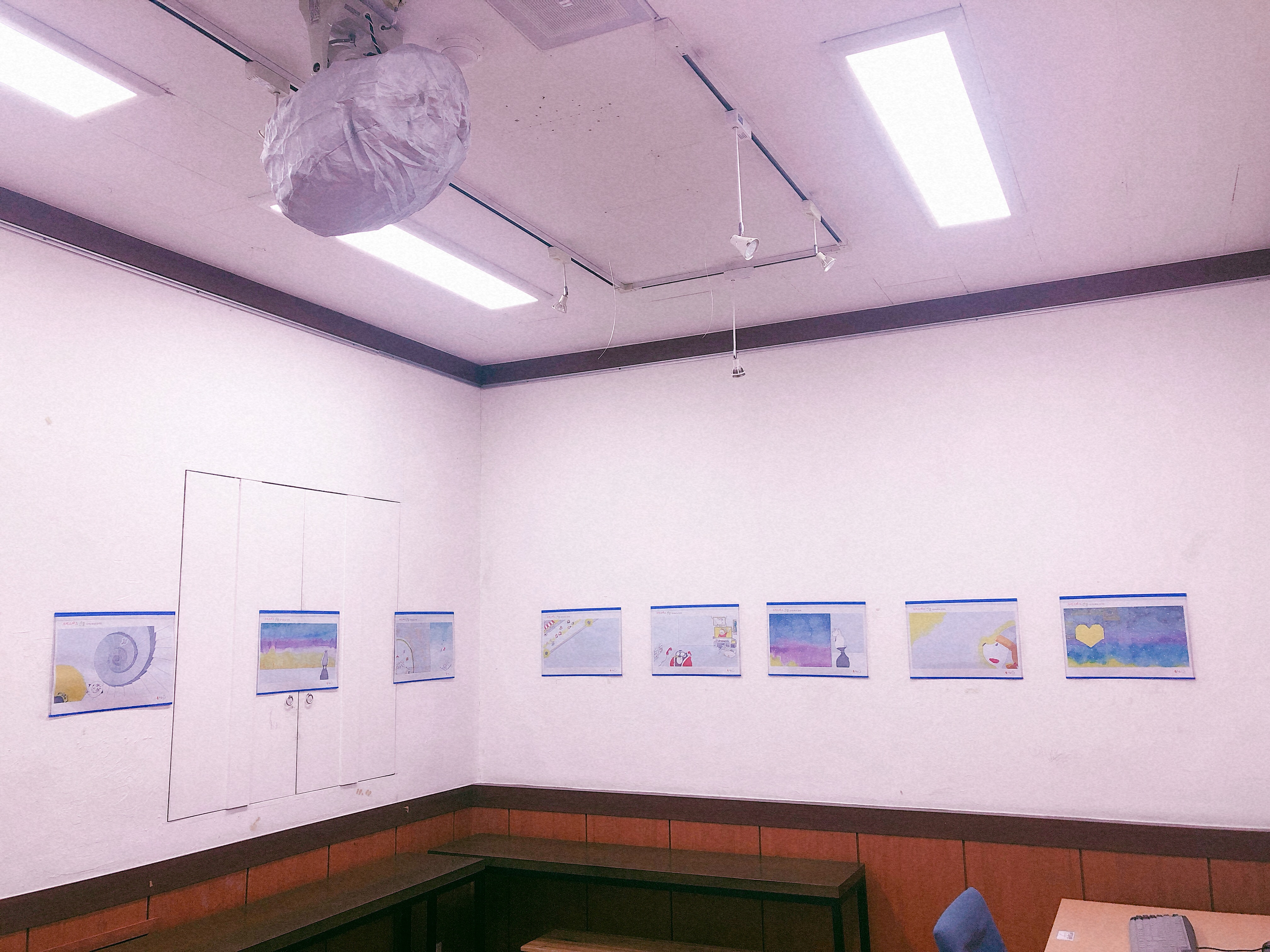
부평도서관 장애인실
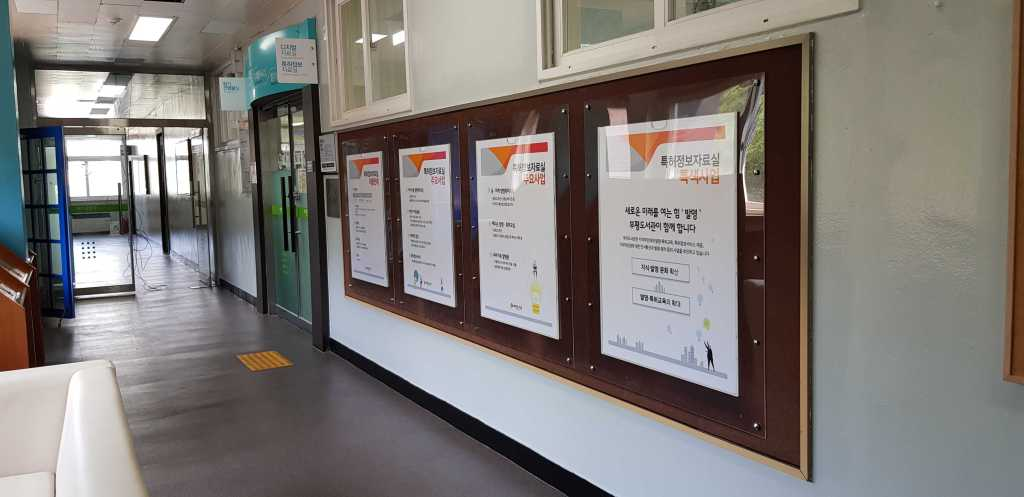
부평도서관 디지털자료실 입구

## 같이 보기
- 인천광역시북구도서관
- 인천광역시계양도서관